# Alfred Juergens

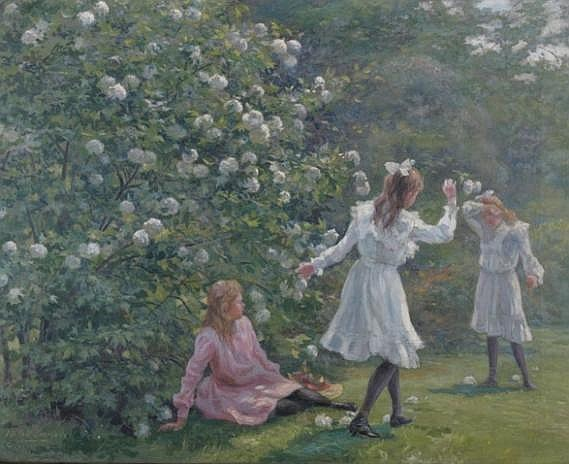
Spielende Kinder

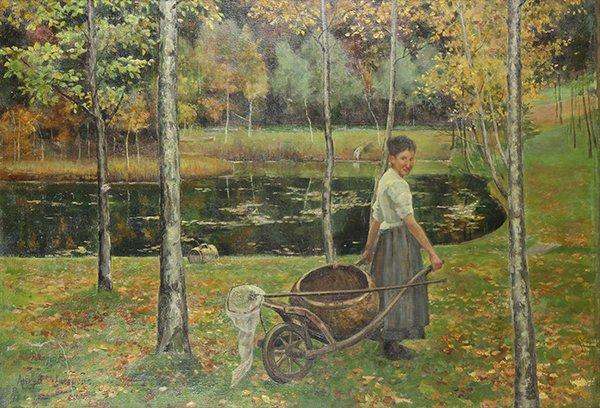
Mädchen am See (Schwarzwald)

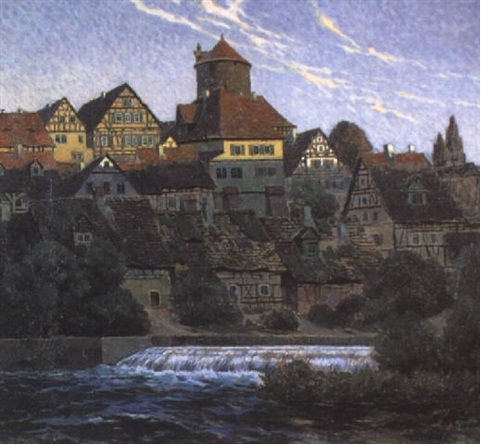
Besigheim

Alfred Juergens (* 5. August 1866 in Chicago; † 18. April 1934 in Oak Park (Illinois)) war ein US-amerikanischer Maler.

## Leben und Werk
Alfred Juergens hatte deutsche Wurzeln: Sein Vater Ludwig Daniel Juergens (1821–1883) war zu Beginn der 1840er-Jahre nach Milwaukee eingewandert. Schon Ludwig Daniel Juergens verdiente sein Geld mit Malerei, allerdings zeitweise nur als Schildermaler. Zusammen mit seinem ältesten Sohn Theodore gründete er 1875 ein Geschäft mit dem Namen L. Juergens & Son, Paints. Die Tochter Bertha heiratete 1876 Adolph Kruger, der später auch ins Familiengeschäft eintreten sollte.
Juergens soll über seine frühkindliche Erziehung gesagt haben “You might say I was born in a paint-pot” (Edward Bentley, Illinois Historical Art Project, deutsch: „Man könnte sagen, ich wurde in einem Farbtopf geboren.“) Erhalten sind zwei Blumenstillleben, die er wohl als Zehnjähriger malte. Sein Vater wollte ihm das Schicksal eines brotlosen Künstlers ersparen und drang zunächst auf einen kaufmännischen Beruf, doch setzte der Sohn seinen Wunsch, Kunstmaler zu werden, durch.
Er begann seine künstlerische Ausbildung an der Academy of Design in Chicago, ehe er – nach dem Tod seines Vaters 1883 – nach Europa reiste, um dort weiter zu studieren. Von Schottland aus reiste er nach London und gelangte über Holland nach Deutschland, wo er zunächst Privatunterricht bei Robert Kochler und Paul Nanen erhielt. Er schrieb sich am 19. Januar 1886 für die Akademische Vorschule an der Kunstakademie in München ein und setzte sein Studium am 18. Oktober 1887 in der Naturklasse bei Nikolaus Gysis und Wilhelm von Diez fort. Von 1889 bis 1893 hielt er sich in Paris auf. Schließlich kehrte er nach Chicago zurück und legte sich ein Atelier im Haus der Academy of Design zu. 1894 kam er nach München zurück, von wo aus er auch Italien bereiste. Krankheit und Tod seiner Mutter Wilhelmina, geb. Prosch, bewogen ihn schließlich, nach Amerika zurückzugehen. Dort erteilte er auch Unterricht; zu seinen Schülern gehörte Clarence Wesley Wigington.
In den Jahren 1895, 1898 und 1900 stellte er im Münchner Glaspalast aus. Danach war er auf Ausstellungen in den USA vertreten, unter anderem 1915 auf der Panama-Pacific Exposition in San Francisco. Im Art Institute in Chicago wurden im Jahr 1899 36 Ölbilder des Künstlers gezeigt.
Juergens schuf Landschaftsbilder, Porträts und Figurendarstellungen, die vom Impressionismus beeinflusst waren. In der Kirche St. Paul in Chicago befinden sich seine Bilder Johannes der Täufer und Lasset die Kindlein zu mir kommen. Das Art Institute in Chicago besitzt Nachmittag im Mai von 1913. Außerdem befinden sich Werke des Malers im Cliff Dwellers und im Union League Club sowie in der Clark-Galerie in Grand Rapids (Michigan). Ellsworth E. Howard sagte ihm 1901 eine große Zukunft voraus. Über 100 Jahre später wurden zahlreiche Werke des Künstlers aus der Sammlung Tikalsky wieder öffentlich gezeigt, die Francis Tikalsky einst angelegt hatte.
Juergens war mit Louise Gray verheiratet. Das Ehepaar hatte keine Kinder.